# 1. ceremonia wręczenia nagród British Academy Games Awards
1. ceremonia wręczenia nagród British Academy Games Awards za rok 2002 i początek 2003 roku odbyła się 25 lutego 2004 w hotelu Portman w Londynie. Był to pierwszy raz gdy BAFTA postanowiła poświęcić ceremonię rozdania nagród grom, uznając ich wagę jako formę sztuki związaną z ruchomym obrazem. Najwięcej nagród (6) i nominacji (8) otrzymała gra Grand Theft Auto: Vice City. jednak to Call of Duty zdobyło nagrodę za najlepszą grę na dowolną platformę.

## Zwycięzcy i nominowani
Zwycięskie gry zostały wyróżnione pogrubioną czcionką

### Nagrody BAFTA – Kategorie konkurencje
| Animacja lub intro (Animation or Intro) - Soulcalibur II - Big Mutha Truckers - Grand Theft Auto: Vice City - Primal - Tekken 4 - Viewtiful Joe                                                   | Dźwięk (Sound) - Grand Theft Auto: Vice City - Amplitude - Command & Conquer: Generals - Harry Potter i Komnata Tajemnic - Metroid Prime - TimeSplitters 2                                                                                   |
| Gamecube (Gamecube) - Metroid Prime - Billy Hatcher and the Giant Egg - Soulcalibur II - The Legend of Zelda: The Wind Waker - TimeSplitters 2 - Viewtiful Joe                                    | Gra akcji (Action Game) - Grand Theft Auto: Vice City - Amplitude - EyeToy: Play - Metroid Prime - Mortal Kombat: Deadly Alliance - Ratchet & Clank                                                                                          |
| Gra dla dzieci (Children’s Game) - EyeToy: Play - Disney Sports Soccer - Dog’s Life - Pokémon Ruby i Sapphire - Sly Cooper and the Thievius Raccoonus - Wallace & Gromit in Project Zoo           | Gra mobilna (Mobile Game) - Tony Hawk’s Pro Skater - Electronic Arts Sports FIFA - Football 2004 Mobile International Edition - Hello Kitty - Ministry Of Sound Dance Nation - Super Yum Yum - Weakest Link                                  |
| Gra na dowolną platformę (Game On Any Platform – The Year’s Best Game) - Call of Duty | Gra na Game Boy Advance (Game Boy Advance Game) - Advance Wars 2: Black Hole Rising - Gdzie jest Nemo... - Golden Sun: The Lost Age - Pokémon Ruby i Sapphire - Super Mario Advance 4: Super Mario Bros. 3 - WarioWare Inc.: Mega MicroGame$ |
| Gra przygodowa (Adventure Game) - The Legend of Zelda: The Wind Waker - Broken Sword: The Sleeping Dragon - Dark Chronicle - Dog’s Life - Jak II - James Bond 007: Nightfire                      | Gra sportowa (Sports) - FIFA Football 2004 - F1 Career Challenge - Formula One 2003 - Tony Hawk’s Underground - WWE SmackDown! Here Comes the Pain - WWE WrestleMania XIX                                                                    |
| Gra strategiczna (Strategy) - Advance Wars 2: Black Hole Rising - Call of Duty - Command & Conquer: Generals - Rise of Nations - Uru: Ages Beyond Myst - Worms 3D                                 | Gra wyścigowa (Racing) - Project Gotham Racing 2 - Burnout 2: Point of Impact - Formula One 2003 - MotoGP 2 - Need for Speed: Underground - WRC II Extreme                                                                                   |
| Multiplayer (Multiplayer) - Battlefield 1942 - EyeToy: Play - MotoGP 2 - Neverwinter Nights: Hordes of the Underdark - Project Gotham Racing 2 - Wolfenstein: Enemy Territory                     | Oryginalna muzyka (Original Music) - Harry Potter i Komnata Tajemnic - Command & Conquer: Generals - Primal - Republika: Rewolucja - Return to Castle Wolfenstein - TimeSplitters 2                                                          |
| Osiągnięcie techniczne (Technical Achievement) - EyeToy: Play - Grand Theft Auto: Vice City - Medieval: Total War - The Getaway - The Legend of Zelda: The Wind Waker - True Crime: Streets of LA | PC (PC) - Grand Theft Auto: Vice City - Broken Sword: The Sleeping Dragon - Call of Duty - Halo: Combat Evolved - Medal of Honor: Allied Assault - Rise of Nations                                                                           |
| Projekt (Design) - Grand Theft Auto: Vice City - Broken Sword: The Sleeping Dragon - EyeToy: Play - Jak II - Soulcalibur II - Viewtiful Joe                                                       | PS2 (PS2) - Grand Theft Auto: Vice City - Amplitude - EyeToy: Play - Ghosthunter - Jak II - TimeSplitters 2 |
| Xbox (Xbox) - Star Wars: Knights of the Old Republic - Project Gotham Racing 2 - Soulcalibur II - TimeSplitters 2 - Top Spin - Władca Pierścieni: Powrót króla                                    | |
| Źródło: BAFTA.org, Gry-Online | |

### Nagroda specjalna BAFTA
- Chris Deering

### Sunday Times Reader Award For Games
Zwycięzca został wyłoniony w głosowaniu publicznym.
- Grand Theft Auto: Vice City
  - Call of Duty
  - Conflict: Desert Storm II
  - Judge Dredd: Dredd vs. Death
  - Star Wars: Knights of the Old Republic
  - The Legend of Zelda: The Wind Waker

## Gry, które otrzymały wiele nagród lub nominacji
| Nominacje | Gra                                    |
| --------- | -------------------------------------- |
| 8         | Grand Theft Auto: Vice City            |
| 6         | EyeToy: Play                           |
| 5         | TimeSplitters 2                        |
| 4         | Soulcalibur II                         |
| 4         | The Legend of Zelda: The Wind Waker    |
| 3         | Amplitude                              |
| 3         | Broken Sword: The Sleeping Dragon      |
| 3         | Call of Duty                           |
| 3         | Command & Conquer: Generals            |
| 3         | Jak II                                 |
| 3         | Metroid Prime                          |
| 3         | Project Gotham Racing 2                |
| 3         | Viewtiful Joe                          |
| 2         | Advance Wars 2: Black Hole Rising      |
| 2         | Dog’s Life                             |
| 2         | FIFA Football 2004                     |
| 2         | Formula One 2003                       |
| 2         | Harry Potter i Komnata Tajemnic        |
| 2         | MotoGP 2                               |
| 2         | Pokémon Ruby i Sapphire                |
| 2         | Primal                                 |
| 2         | Rise of Nations                        |
| 2         | Star Wars: Knights of the Old Republic |

| Nagrody | gra                               |
| ------- | --------------------------------- |
| 6       | Grand Theft Auto: Vice City       |
| 2       | Advance Wars 2: Black Hole Rising |
| 2       | EyeToy: Play                      |